# Стрельбицький Михайло Петрович
Стрельби́цький Миха́йло Петро́вич (нар.3 червня 1949, с. Майдан-Вербецький, Летичівський район, Хмельницька область — пом.8 червня 2018, там саме) — український поет, критик, літературознавець. Кандидат філологічних наук (1976). Член Національної спілки письменників України (1979), Почесний член Національної спілки журналістів України..

## Біографія
Михайло Стрельбицький народився 3 червня 1949 в с. Майдан-Вербецький Летичівського р-ну на Хмельниччині у селянській родині. Походив з роду Стрільбицьких. Закінчив середню школу в сусідньому селі Дяківці Літинського р-ну на Вінниччині. По закінченні філологічного факультету Одеського держуніверситету ім. І. І. Мечникова (1971) проходив строкову службу в армії, навчався в аспірантурі того ж ВНЗ, де захистив кандидатську дисертацію «Сюжетика української повісті 1960—1970 рр.» (1976). В альма-матер викладав українську літературу на кафедрі професора В. В. Фащенка (1975—1979).

У 1980 р. переїхав до Вінниці. Був на творчій роботі. Від 1991 р. — старший викладач кафедри культурології Вінницького технічного університету. У цей час брав активну участь у суспільному житті, зокрема у діяльності товариства «Просвіта» ім. Т. Шевченка, керував університетським літературним гуртком «Студентська муза», вів сторінку в газеті ВЗН «Імпульс», опікувався «Клубом істинних шанувальників Тараса Шевченка», готував радіопрограми, проводив щорічні творчі фестивалі для студентства «Вдячність Коновалюкові», ініціював публікацію у місцевій пресі критичних літературних розвідок, рецензій, спортознавчих есеїв.

Помер 8 червня 2018 р. Похований у рідному селі.

## Літературна діяльність
Автор понад 400 публікацій в пресі з проблем художньої літератури та більше півсотні наукових статей. Окремими виданнями вийшли: монографічне дослідження, присвячене творчості Олеся Гончара «Проза монументального історизму» (1988) та два десятки збірок віршів і поем. Окремої уваги гідна масштабна робота — збірка поезії у трьох книгах «Під небом Коновалюка», що вийшла друком у 2000—2010 рр.

Чимало робіт пов'язані із літераторами-сучасниками. Цикл «Сонети-силуети» присвячений вчителю — Василю Фащенку.Окремі публікації — про краєзнавця-подоляка Віктора Святелика. Передмови до книг початківців — Оксани Барбак, Сергія Білохатнюка, Дмитра Штофеля та ін. Упорядкування колективних видань поезій, зокрема, «Весняний ранок» (1983), «Квітни, земле моя!» (1985).

|                 | Поетична творчість Стрельбицького відзначається багатожанровістю (лірика, лірична поема, поема-новела, вінок сонетів, переспіви з «Повісті минулих літ», варіації на фольклорні теми, байки, сатиричні вірші). В стильовому плані – це часто синтез лірики й іронії, точніше – автоіронії. |
| — Борис Хоменко | |

## Звання, нагороди, літературні премії
- Літературна премія журналу «Дружба народов» за найкращу публікацію року (1978);
- Республіканська літературна премія імені Олеся Білецького в галузі літературно-художньої критики (1985);
- Літературна премія імені Михайла Коцюбинського (1989) за монографію «Проза монументального історизму: доробок Олеся Гончара» та збірку віршів та поем «Сторожовий вогонь».
- Літературна премія імені Михайла Стельмаха журналу «Вінницький край» (2007)[11]